# Camden (wieś w stanie Nowy Jork)

Mapa perspektywiczna nie narysowana w skali. Widok z lotu ptaka.

Camden – wieś w Stanach Zjednoczonych, w stanie Nowy Jork, w hrabstwie Oneida.